# Velenka
Velenka (en allemand : Welenka) est une commune du district de Nymburk, dans la région de Bohême-Centrale, en République tchèque. Sa population s'élevait à 326 habitants en 2020.

## Géographie
Velenka se trouve à 8 km au nord-nord-est de Český Brod, à 12 km à l'ouest-sud-ouest de Nymburk et à 34 km à l'est-nord-est de Prague.
La commune est limitée par Semice au nord, par Hradištko à l'est, par Chrást au sud, et par Kounice, Bříství et Starý Vestec à l'ouest.

## Histoire
La première mention écrite de la localité date de 1352.